# گوندرشدورف
گوندرشدورف (به آلمانی: Gundersdorf) یک منطقهٔ مسکونی در اتریش است که در دویچلندسبرگ واقع شده‌است. گوندرشدورف ۵٫۶۹ کیلومتر مربع مساحت دارد ۴۹۲ متر بالاتر از سطح دریا واقع شده‌است.